# سمير الترهوني
سمير الترهوني ولد في 1971 في مرناق (تونس)، هو جنرال وعميد في الشرطة التونسية، ومختص في علم النفس الإرهابي واستراتيجيات التدخل.

يعرف الترهوني بقيادته للفوج الوطني للتدخل السريع الذي قام بالهجوم الأخير في حادثة سليمان سنة 2007. كان أيضا على رأس الفوج الوطني لمجابهة الإرهاب، وبصفته هذه عرف بانه مدبر عملية اعتقال عائلة الطرابلسي وبن علي أثناء الثورة التونسية، الشيء الذي تسبب في سلسلة من الأحداث التي أدت إلى فرار الرئيس زين العابدين بن علي. بعد ذلك عين كقائد لإدارة وحدات مكافحة الإرهاب، أين قاد عملية إنقاذ سفارة الولايات المتحدة في تونس أثناء تعرضها لهجوم من قبل محتجين في 2012.

عين في 2013 كمدير عام لتكوين الشرطة التونسية، وبادر بإنشاء مركز للبحث وتطوير تدريب الشرطة الوطنية، والذي يهدف إلى تكييف نظام الأمن الوطني مع المعايير الدولية.

## السيرة الذاتية

### قبل الثورة التونسية
بعد الانتهاء من فترة تكوين امتدت لأربعة سنوات في الأكاديمية العسكرية بفندق الجديد في 1977، تم تعيينه للانضمام للإدارة العامة لأمن رئيس الجمهورية التونسية والشخصيات الرسمية. أمضى في هذا المنصب سنتين، قبل أن يعين على رأس القوة الخاصة لهذه الإدارة، وهي فرقة التدخل وحماية الشخصيات (GIPP) وذلك لمدة أربع سنوات، منها اثنان تحت إشراف علي السرياطي.

قالت ليلى الطرابلسي زوجة الرئيس زين العابدين بن علي: «أن الرجلين كانا يكرهان بعضهما وديا، سمير الترهوني غير مثقف ومصاب بجنون العظمة، كبير الفم مثل قطاع الطرق، يركز على الوقاحة والاستفزاز، يثير سوء علي السرياطي، بالرغم من أن الترهوني يعمل تحت إمرة السرياطي في الأمن الرئاسي، والذي أقاله. الترهوني غادر لينظم للفوج الوطني لمجابهة الإرهاب، بالرغم من أن السرياطي حاول منعه». 

في 2003، عند مغادرته للإدارة العامة للأمن الرئاسي، عين رئيسا للفوج الوطني للتدخل السريع. أثناء حادثة سليمان في 2007، وبعد فشل الفوج الوطني لمجابهة الإرهاب (قوات النخبة للشرطة التونسية) كلف الترهوني وفوجه الذي يرأسه بالقيام بهجوم على منزل يتحصن فيه عدة مسلحين. ولكن بسبب خطأ استخباراتي، كان المنزل فارغا، وباغتتهم المجموعة المسلحة بوابل من الرصاص وقتل أحد رجال الترهوني. أمر حينها بالتخلي عن المهمة لكنه رفض أوامر قادته وقاد من تلقاء نفسه هجوما ثانيا على منزل مجاور الذي يطلق منه الرصاص، استطاع إذا رفقة فرقته القضاء على المسلحين وانتهت العملية. بعد هذا الهجوم، تم ترقية كل العناصر ما عدا سمير الترهوني. بعد ذلك، تم تعيينه على رأس فرقة مجابهة الإرهاب خلفا لعماد الغضباني الذي جرح أثناء الهجوم. بعيد هذا التعيين، كان من المنادين بإنشاء إدارة وحدات مكافحة الإرهاب التابعة للشرطة التونسية، والتي تجمع ثلاثة فرق خاصة: فرقة مجابهة الإرهاب، الفوج الوطني للتدخل السريع والفوج الوطني للمتفجرات، وكان أول من ترأسها المنصف كريفة.

### دوره أثناء الثورة التونسية
أثناء الثورة التونسية في 2011، وعندما بدأت الاحتجاجات تقترب من ثكنة فرقة مكافحة الإرهاب، وتزايد العنف بين المتظاهرين وقوات الأمن، جاء إلى علمه في 14 يناير أن عائلة الطرابلسي وبن علي الحاكمة والذين سعوا لتدمير حياته المهنية، كانت بصدد تغيير أموالها في مطار تونس قرطاج الدولي تحضيرا للهروب ومغادرة البلاد. إتخذ إذا القرار بإيقافهم وتقديمهم للعدالة أمام الشعب التونسي الذي كان في خضم الاحتجاجات، ولكنه لم يكن يتوقع أن هذا الفعل سيسرع هروب الرئيس زين العابدين بن علي إلى السعودية في نفس اليوم.
عقب إلقاءه القبض على أفراد عائلتي الطرابلسي وبن علي، اعتقد الوزير الأول حينها محمد الغنوشي أن ما يجري في المطار «محاولة إنقلابية» لذلك بادر بالإتصال بالترهوني وسأله «إن كان يريد تسلم الرئاسة» لكن الأخير أوضح له أن ما قام به فوج «مجابهة الإرهاب» «ليس إلا تلبية لنداء الواجب لا غير» حسب تعبيره.

### بعد الثورة التونسية
في فبراير 2011، تم تعيينه مباشرة على رأس إدارة وحدات مكافحة الإرهاب من قبل حكومة الباجي قائد السبسي. وتم استدعاؤه في العديد من المرات في الأشهر الموالية للتدخل في النزاعات التي طرأت بين الجيش الوطني التونسي وقوات الأمن في الفترة الحساسة حتى مجيء انتخابات 23 أكتوبر 2011.

في 14 سبتمبر 2012، بينما كان الفوج الوطني للتدخل السريع مكلفا بحماية سفارة الولايات المتحدة في تونس، شهدت مظاهرة نظمت للاحتجاج على فيلم براءة المسلمين وكان على رأسها أبو عياض التونسي إخلالات كبيرة وسرعان ما أصبحت هجوما عنيفا على السفارة. قرر حينها الترهوني التدخل مع فرقة مكافحة الإرهاب وتعزيزات من الفوج الوطني للتدخل السريع، ولم يعلم أنذاك رؤسائه.

في صيف 2013، كشفت وحدة من الشرطة الجنائية عن وجود إرهابيين في مدينة سوسة، وبدلا من إرسال الترهوني الذي لا يزال على رأس إدارة وحدات مكافحة الإرهاب، قرر رؤسائه عدم إعلامه، والتحضير لهجوم بمشاركة محققين عاديين وغير مؤهلين لمثل هذه الهجمات المسلحة، الشيء الذي سمح لهروب المسلحين الإثنين. في الغد، وبعد الفشل الذريع للهجوم، قررت وزارة الداخلية تكليف الترهوني بالقيام بعملية اقتحام لمنزل في حي الوردية جنوب تونس العاصمة، أين يختبئ ملسحون. إنتهت عملية الاقتحام بنجاح بقتل مسلح واحد والقبض على أربعة آخرين أحياء. عملية استنطاق المقبوض عليهم أثمرت نتائجها، حيث تم استدعاء الترهوني مرة أخرى في 6 أغسطس 2013 لمدينة رواد، أين قاد عملية انتهت بقتل مسلح آخر وكشف مخزن أسلحة. في خضم الحرب على الإرهاب وبعد عدة عمليات ناجحة، تم إبعاد الترهوني عن قيادة العمليات، وعين مديرا عاما لتكوين الشرطة التونسية.

منذ 2013، اتخذ مهمة إنشاء قطب بحثي وتنموي وتكويني للشرطة الوطنية في النفيضة، يهدف إلى تطوير نظام الأمن التونسي. المشروع يجب أن يبدأ رسميا عمله في 2016 بعد مقابلة بين مجموعة الأزمات الدولية والترهوني في يونيو 2015. الهدف هو تركيز تكوين ثمانية كليات للشرطة الوطنية في قطب واحد، بتوحيد النظام والتعليم في وحدات متوافقة مع الجامعات التونسية ومدارس الشرطة الدولية، وحسب مسار بكالوريوس/ماجستير. مع أكثر من 220 اختصاص تكويني (مقابل أربعة فقط قبل هذا)، يهدف النظام العمل هذا من الاستفادة من دروس الكليات الوطنية والدولية في الدورة التدريبية الأولية والمتواصلة للشرطة التونسية.

## الجدل حول دوره
أثناء الندوة الصحفية التي عقدها في 8 أغسطس 2011، كشف الترهوني النقاب عن عملية احتجاز عائلة الطرابلسي وبن علي التي سرعت في هروب الرئيس. منذها، لم تعبر أي سلطة علنا أو رسميا عن رواية أخرى غير هذه الرواية. من جهة أخرى، وبشكل غير رسمي، لم يخفي الكثيرون شكوكهم حول أن الترهوني لم يتحرك دون أوامر وتعليمات.

### النظرية 1: تلقي تعليمات من علي السرياطي
الجنرال علي السرياطي يقود فرقة من النخبة وهي فرقة التدخل للأمن الرئاسي، والتي كانت ترافق عائلة الطرابلسي إلى المطار. لم يكن هناك داع إذا لاستدعاء فرقة مكافحة الإرهاب التي توجد في ثكنة بوشوشة البعيدة، للقبض على الطرابلسية. من جهة أخرى، العداء بين الترهوني والسرياطي قديم، وإذا كان ينوي القيام بعملية كهذه، فلن ينسحب السرياطي لصالح فرقة الترهوني. 

### النظرية 2: تلقي تعليمات من بن علي
زين العابدين بن علي لا يزال وقتها رئيسا للبلاد، ويقود حسب الدستور الجيش الوطني التونسي وفرقة التدخل للأمن الرئاسي، بينما الترهوني هو فقط قائد لفرقة مقرها بعيد جدا عن الضاحية الشمالية للعاصمة، ويوجد على الأقل 9 مناصب أعلى منه رتبة تفصله عن رئيس الدولة.

في الليلة الفاصلة بين 13 و14 يناير 2011، الطرابلسية الذين ألقي عليهم القبض في المطار من قبل الترهوني، أمضوا الليلة في القصر الرئاسي بسيدي الظريف، أين يقيم أيضا بن علي. لا يوجد إذا أي داع لإلقاء القبض عليهم من قبل فرقة مكافحة الإرهاب وانتظار خروجهم من القصر الرئاسي. خصوصا أن وزير الدفاع الوطني أنذاك رضا قريرة قال أن بن علي أمر رسميا بتصفية العناصر المتمردة من القوات الخاصة وتحرير الرهائن.

### النظرية 3: تلقي تعليمات من رشيد عمار
الجنرال رشيد عمار كان وقتها رئيس أركان القوات البرية، والذي كان يوجد تحت إمرأته أيضا فرقة من النخبة وهي فرقة القوات الخاصة. هذه الأخيرة سارعت نحو المطار حالما علم رشيد عمار باحتجاز عائلة الطرابلسي. إذا لم يكن للجنرال عمار أي مصلحة لإرسال الترهوني، إضافة إلا أنه لا توجد له أي سلطة عليه بما أن الترهوني من الشرطة.

### النظرية 4: تلقي تعليمات من رضا قريرة
رضا قريرة الذي كان وقتها وزيرا للدفاع الوطني، أمر الجنرال رشيد عمار بقتل سمير الترهوني ورجاله في 14 يناير 2011، وذلك لتحرير الطرابلسية الذي كانوا رهائن. بما أن وزير الدفاع كان يوجد تحت إمرته كل القوات المسلحة، لم يكن له داع لإرسال الترهوني ثم الأمر بتصفيته.

### النظرية 5: تلقي تعليمات من الولايات المتحدة
في تونس، الفرقتين الخاصتين للأمن هما الوحدة المختصة للحرس الوطني وفرقة مجابهة الإرهاب. الفرقة الأولى كونت في 1980 بدعم من الولايات المتحدة، بينما الثانية كونت في 1977 بدعم من فرنسا. هاتين الفرقتين اللتان تعملان كل على حدا، لا يزال لديهما صلات فيما يخص التدريب وتبادل الخبرات مع نظيراتهم الأجنبية. في 7 نوفمبر 1987، قام بن علي بنشر مدرعات الوحدة المختصة للحرس الوطني حول قصر قرطاج الرئاسي أثناء انقلابه الأبيض، ونفس الشيء يوم 14 يناير 2011 قامت الفرقة بالانتشار حول القصر. إذا كانت للولايات المتحدة نية في إسقاط بن علي، كان الأجدر بها إرسال الوحدة المختصة للحرس الوطني للقبض على الطرابسلية بدل فرقة مجابهة الإرهاب، حيث أن الضباط الأمريكيين لهم علاقة أقرب بالوحدة المختصة للحرس الوطني، أكثر من فرقة مجابهة الإرهاب.

في وثيقة نشرها موقع ويكيليكس، أرسل جاسوس أمريكي يقطن في تونس العاصمة رسالة لرؤسائه في 10 أغسطس 2011 يذكر فيها أن نظرية الانقلاب العسكري هي بسيطة جدا، ويظن أن الدور الذي لعبته قوات الشرطة هو أكثر واقعية. الجاسوس أشار في مراسلته إلى مقال لموقع ميديا بارت الفرنسي نشره موقع نواة التونسي لمراحل العملية كما أعلن عنها الترهوني في ندوته الصحفية.

لدى الولايات المتحدة إمكانيات أكثر فعالية للتحضير لسقوط النظام: لن يعتمدوا على عملية مجازفة ومحفوفة بالمخاطر، سارت بطريقة سيئة، ومن الواضح أنه لم يتم التحضير لها، والتي أدت إلى رحيل بن علي بسبب وجود ظروف أخرى حدثت تقريبا بمعجزة. حتى بعد مرور حوالي سبعة أشهر بعد الثورة، لم يستطع الجواسيس الأمريكيون معرفة حقيقة ما وقع في تونس. في حالة أن الترهوني استجاب لتعليماتهم، لم يكن للجواسيس سبب للقيام بهذه التحريات حول هروب بن علي التي نشر جزء صغير منها في موقع ويكيليكس.

### النظرية 6: تلقي تعليمات من فرنسا
في 12 يناير 2011، عبرت وزيرة الخارجية الفرنسية ميشال آليو ماري علانية عن دعمها لنظام بن علي، وقالت أمام نواب الجمعية الوطنية الفرنسية أنه لا ينبغي أن «ننصب أنفسنا كمقدمي دروس» في وضع «معقد» كهذا، مضيفة أن «خبرة قوات الأمن الفرنسية، المشهود لها في كل أنحاء العالم، في معالجة هذه الأوضاع الأمنية» ستعرض لتونس في إطار التعاون بين البلدين.

بعد اختيار معسكر الدكتاتورية علنا أثناء الثورة، لا يمكن لفرنسا أن تعطي تعليمات للترهوني بالقبض على الطرابلسية.

### النظرية 7: لا توجد أي تعليمات
في 14 يناير 2011، خرجت أوضاع المتظاهرين عن السيطرة، وقتل العشرات وجرح المئات، ووصلت المظاهرات العاصمة. في حوالي الساعة 14:00، سيطر المتظاهرون على مركز الشرطة الغير بعيد عن ثكنة بوشوشة أين توجد فرقة مجابهة الإرهاب. في نفس الوقت، جاء لعلم الترهوني أن عائلة الطرابلسي، التي طالما ما سعت لتدمير حياته المهنية، تتواجد في المطار وتستعد لمغادرة البلاد، وكان يجب عليه الاختيار بين مغادرة الثكنة أو إطلاق الرصاص الحي على المتظاهرين المدنيين. قرر إذا احتجازهم بالقوة. هذا الفعل المتمرد، تسبب في سلسلة من الأحداث: عدم فهم لدى وزارة الداخلية والدفاع ولدى بن علي نفسه. منذ هذا الحين، كل حدث يعتبر خطرا كبيرا بالنسبة لعلي السرياطي: تهديدات عن طريق طائرة هليكوبتر، تهديدات عبر البحر، عشرات الآلاف من المتظاهرين الذي يستعدون للذهاب للقصر الرئاسي، وحدات شرطة وديوانة (جمارك) أخرى تنظم للتمرد، وكل هذه الأحداث إنتهت بمغادرة وهروب بن علي إلى السعودية.

هذه الأحداث العشوائية التي تسبب بها الترهوني والأوضاع المعقدة، من مغادرته للثكنة إلى هروب بن علي، يسمح بالاعتقاد بأنه لا أحد يمكنه توقع عملية الاحتجاز في المطار أو تمرد فرقة مجابهة الإرهاب وارتمائها في أحضان الثورة.

في كتابه الذي نشر في 2015 بالفرنسية، والذي يحمل عنوان سفير في الثورة التونسية، قال سفير فرنسا في تونس أثناء الثورة بيار مينا أن «تصرف الكولونيل الترهوني كان تصرفا شجاعا، متهورا ومحفوفا بالمخاطر. منع الطرابلسية من الهروب، هو الشيء الذي كان ينتظره التونسيون».

## مقالات ذات صلة
- الفوج الوطني لمجابهة الإرهاب
- إدارة وحدات مكافحة الإرهاب (تونس)
- الثورة التونسية